# Lubogoszcz (Berg)
Der Lubogoszcz ist ein 968 m hoher Berg in den Inselbeskiden in der Woiwodschaft Kleinpolen in Polen. Der Berg liegt nördlich der Kleinstadt Mszana Dolna im Powiat Limanowski.

## Zugang

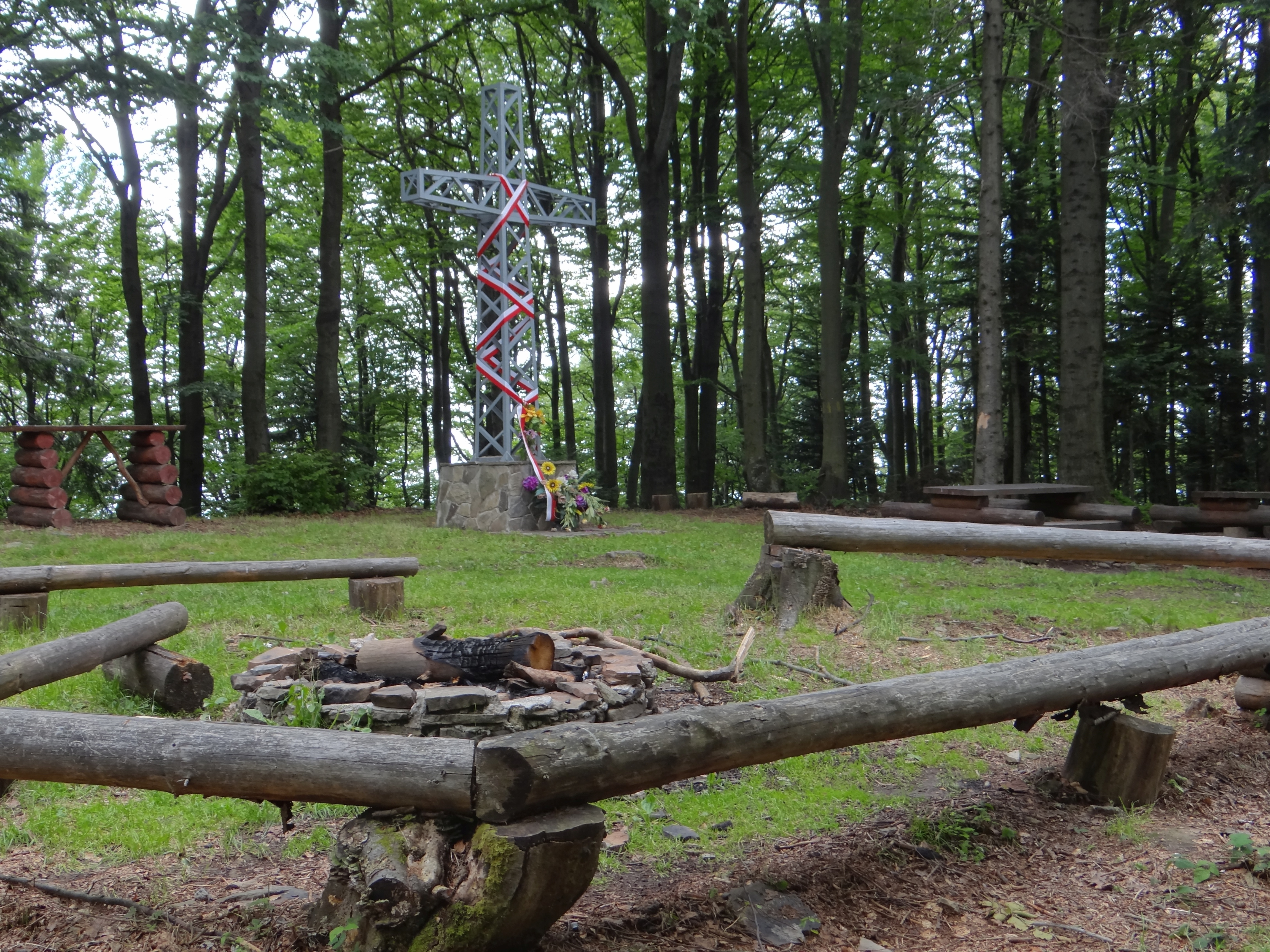
Ostgipfel des Lubogoszcz

Auf den Lubogoszcz führen drei markierte Wege, darunter der Fernwanderweg Mały Szlak Beskidzki (rote Markierung), ein Weg von Mszana Dolna (grüne Markierung) und ein Weg von Kasinka Mała (schwarze Markierung).